# Miasteczko Śląskie
Miasteczko Śląskie (wymowaⓘ; pierwotnie: Żyglińskie Góry, niem. Georgenberg) – miasto w Polsce, w województwie śląskim, w powiecie tarnogórskim.
Według danych z 31 grudnia 2023 miasto liczyło 6961 mieszkańców.

## Położenie
Miasteczko Śląskie położone jest na północnym krańcu Górnośląskiego Okręgu Przemysłowego. Miasto historycznie leży na Górnym Śląsku.
Według danych z 1 stycznia 2010 powierzchnia miasta wynosiła 67,83 km².
W Miasteczku Śląskim funkcjonują trzy sołectwa: Żyglin-Żyglinek (do 2021 dzielnica), Brynica i Bibiela.

## Sąsiednie gminy
Kalety, Ożarowice, Świerklaniec, Tarnowskie Góry, Tworóg (na odcinku ok. 100 m), Woźniki.

## Nazwa miasta
Od momentu powstania osady w I połowie XVI w. nosiła ona staropolską nazwę Żyglińskie Gory (co oznaczało ‘żyglińskie kopalnie’), której w dokumencie lokacyjnym z 23 kwietnia 1561, nadający jej prawa miejskie Jerzy Fryderyk von Ansbach, nadał niemiecką nazwę Georgenberg (co znaczyło po pol. 'gora, kopalnia (św.) Jerzego’). Obecna nazwa Miasteczko (czyli ‘małe miasto’) pojawia się dopiero w XIX w.
W alfabetycznym spisie miejscowości z terenu Śląska sporządzonym przez Johanna Knie (1830) miasto występuje pod polską nazwą Miasteczko oraz nazwą niemiecką Georgenberg we fragmencie „Miasteczko, polnische Benennung von Georgenberg, Kr. Beuthen”. Topograficzny opis Górnego Śląska z 1865 notuje miejscowość we fragmencie „Georgenberg polnisch Miasteczko”. Człon odróżniający Śląskie dodano do nazwy Miasteczko w 1963 r.

## Herbmiasta
Żyglińskie Góry (Georgenberg) w przywileju nadającym im prawa miejskie (1561) otrzymały prawo używania dwóch herbów i pieczęci:
1. Herb wielki, używany przez burmistrza i radę miasta (na pieczęci miejskiej), przedstawia na tarczy czerwonej św. Jerzego w srebrnej zbroi zabijającego włócznią czarnego smoka. Na tarczy osadzony jest hełm z czarno-srebrnymi labrami i zawojem, zwieńczony klejnotem w formie czarnego uda orlego trzymającego w szponach kopaczkę górniczą[10].
2. Herb mały, używany przez wójta w sprawach sądowych (na pieczęci wójtowskiej), przedstawia czarne udo orle trzymające w szponach kopaczkę górniczą na srebrnej tarczy, czyli wyobrażenie klejnotu z herbu wielkiego[10].

## Historia
Początki górniczej osady Żyglińskie Góry sięgają odkrycia w latach 30. XVI w. w okolicy Żyglina złóż rud kruszconośnych (ołowiu i srebra). W dniu 23 kwietnia 1561 ówczesny właściciel zastawu ziemi bytomskiej – Jerzy Fryderyk von Ansbach nadał jej prawa miejskie, nazwę Georgenberg oraz prawo używania herbu i pieczęci (miejskiej i wójtowskiej). W 1562 Żyglińskie Góry (Georgenberg) uzyskały status wolnego miasta górniczego.
Miasteczko trzykrotnie traciło prawa miejskie: w 1808 – stając się osadą targową (niem. Marktflecken), 1946 – zostając wiejską gminą Miasteczko Śląskie. Od 1954 r. wieś należała i była siedzibą władz gromady Miasteczko Śląskie, przekształconej w osiedle typu miejskiego, które przekształcono w gminy w 1973 r., w 1975 przyłączone do Tarnowskich Gór. Ponownie stało się miastem w latach 1866, 1963 oraz ostatnio 1995 (formalno-prawnie od 30 grudnia 1994).
W plebiscycie na Górnym Śląsku przeprowadzonym 20 marca 1921 w miejscowości większość osób głosowała za przyłączeniem do Polski. Za Polską oddano 666 głosów (56%), za Niemcami zaś 524 głosy (44%). W 1922 Miasteczko włączono do Polski.
W 1968 rozpoczęła działalność w Miasteczku Śląskim huta cynku i ołowiu.

## Samorząd

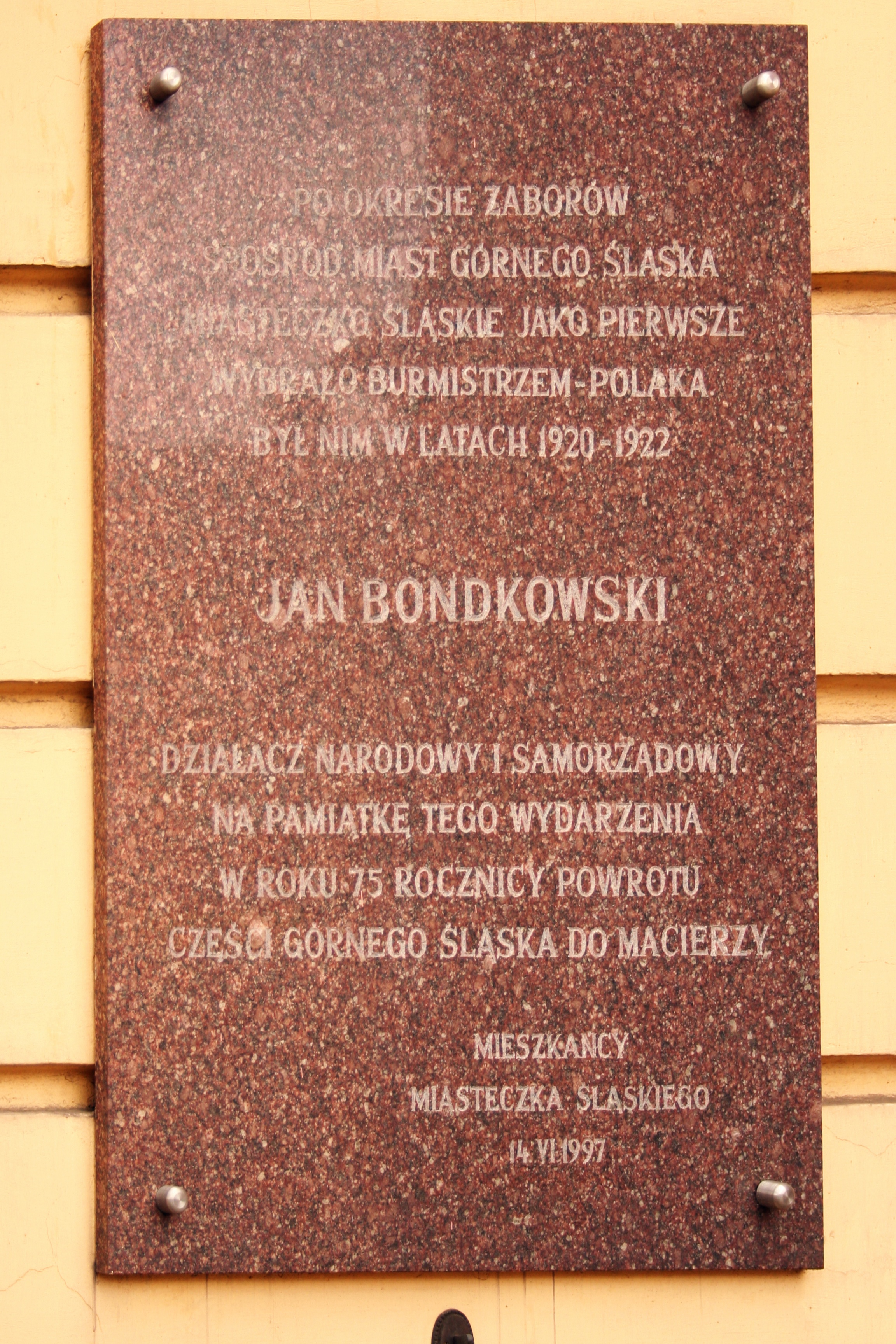
Tablica pamiątkowa na ratuszu, poświęcona burmistrzowi Janowi Bondkowskiemu pełniącemu tę funkcję w latach 1920–1922

Miasteczko Śląskie formalnie stało się gminą o statusie miasta z dniem 30 grudnia 1994, jednak dopiero w marcu 1995 rozpoczęły działalność organy gminy: Rada Miejska i Burmistrz.

### Burmistrzowie miasta
- 1995–2006 – Stanisław Wieczorek[13]
- 2006–2010 – Bronisław Drozdz
- 2010–2018 – Krzysztof Nowak
- 2018–2024 – Michał Skrzydło[14]
- od 2024 – Tomasz Respondek[1]

## Zabytki

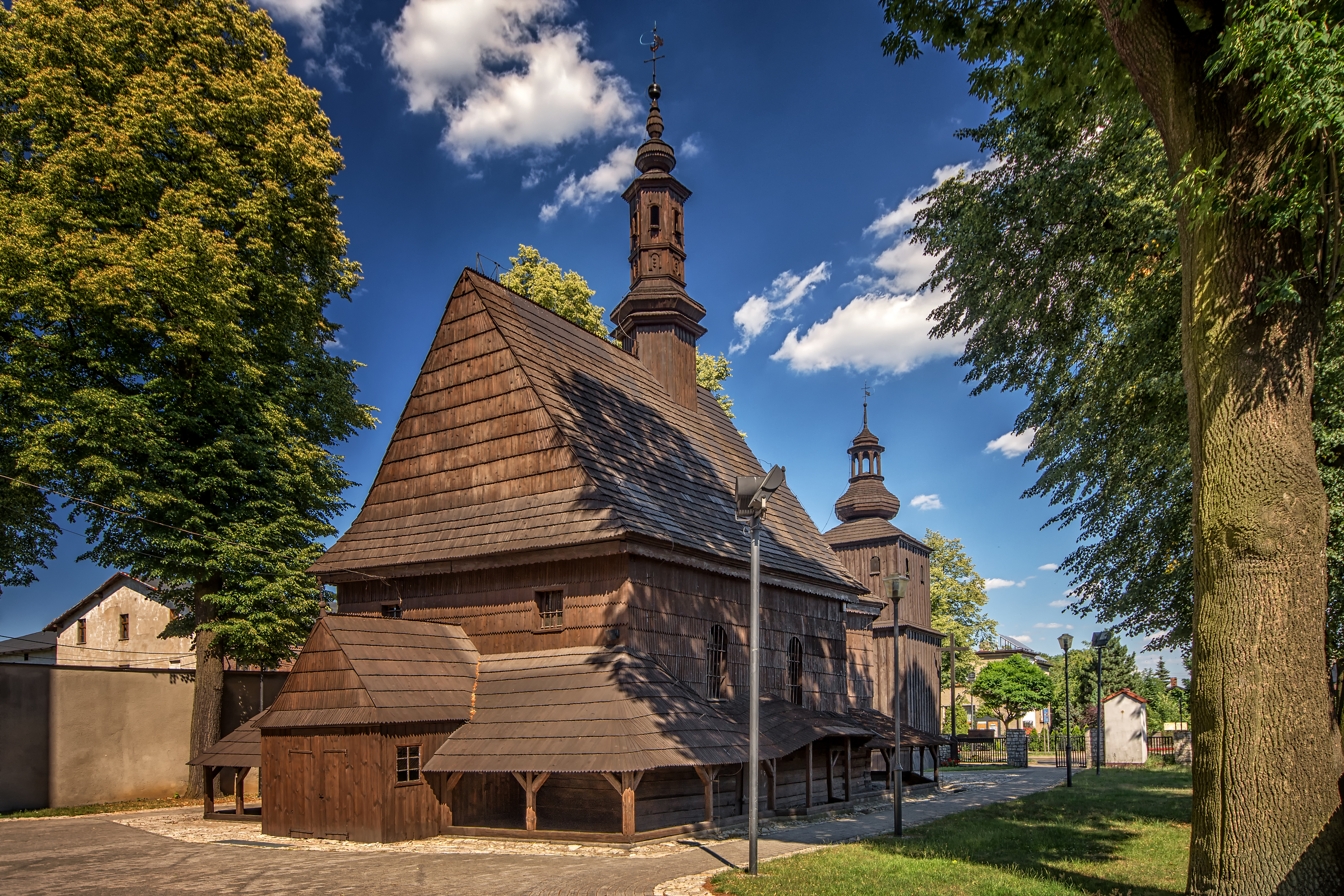
Kościół filialny pw. Wniebowzięcia NMP i św. Jerzego w Miasteczku Śląskim

- miasto w ramach historycznego założenia, z rynkiem w centralnej części, o granicach wyznaczonych przez ulice: Cynkową, Dudy i Wybickiego,
- drewniany kościół św. Jerzego i Wniebowzięcia Najświętszej Maryi Panny z dzwonnicą z 1666, usytuowany przy ul. Dworcowej 2 położony na Szlaku Architektury Drewnianej województwa śląskiego,
- kościół Wniebowzięcia Najświętszej Maryi Panny z 1908,
- kaplica św. Marka w Żyglinie (XVIII w.),
- spichlerz dworski z 1795 w Żyglinku (odnowiony w 1965),
- dawny dworek myśliwski w Bibieli.

Natomiast w gminnej ewidencji zabytków figurują m.in.:
- cmentarz żydowski (XIX w.),
- willa i park Rubina,
- kopalnia rud w Bibieli,
- budynek szkoły (ul. Dworcowa 5),
- ratusz (Rynek 8).

## Turystyka
Przez miasto przebiega trasa rowerowa oraz szlaki turystyczne:
- Szlak Stulecia Turystyki,
- Szlak Świerklaniecki,
- Szlak Gwarków Górnośląskich[16].

Przy rynku umiejscowione są m.in. zabytkowy kościół Wniebowzięcia NMP i św. Jerzego w Miasteczku Śląskim oraz ratusz. Na terenie miasta znajduje się kompleks boisk Orlik oraz hala sportowa przy ul. Sportowej 1.

### Kolej wąskotorowa
Od 1990 wprowadzono przewozy pasażerskie – turystyczne na odcinku Bytom – Miasteczko Śląskie, a na pozostałych odcinkach przewozy osobowe specjalne. Górnośląskie Koleje Wąskotorowe umożliwiają skorzystanie z przejazdów koleją o prześwicie 785 mm, która w 2003 skończyła 150 lat swego istnienia.

## Transport

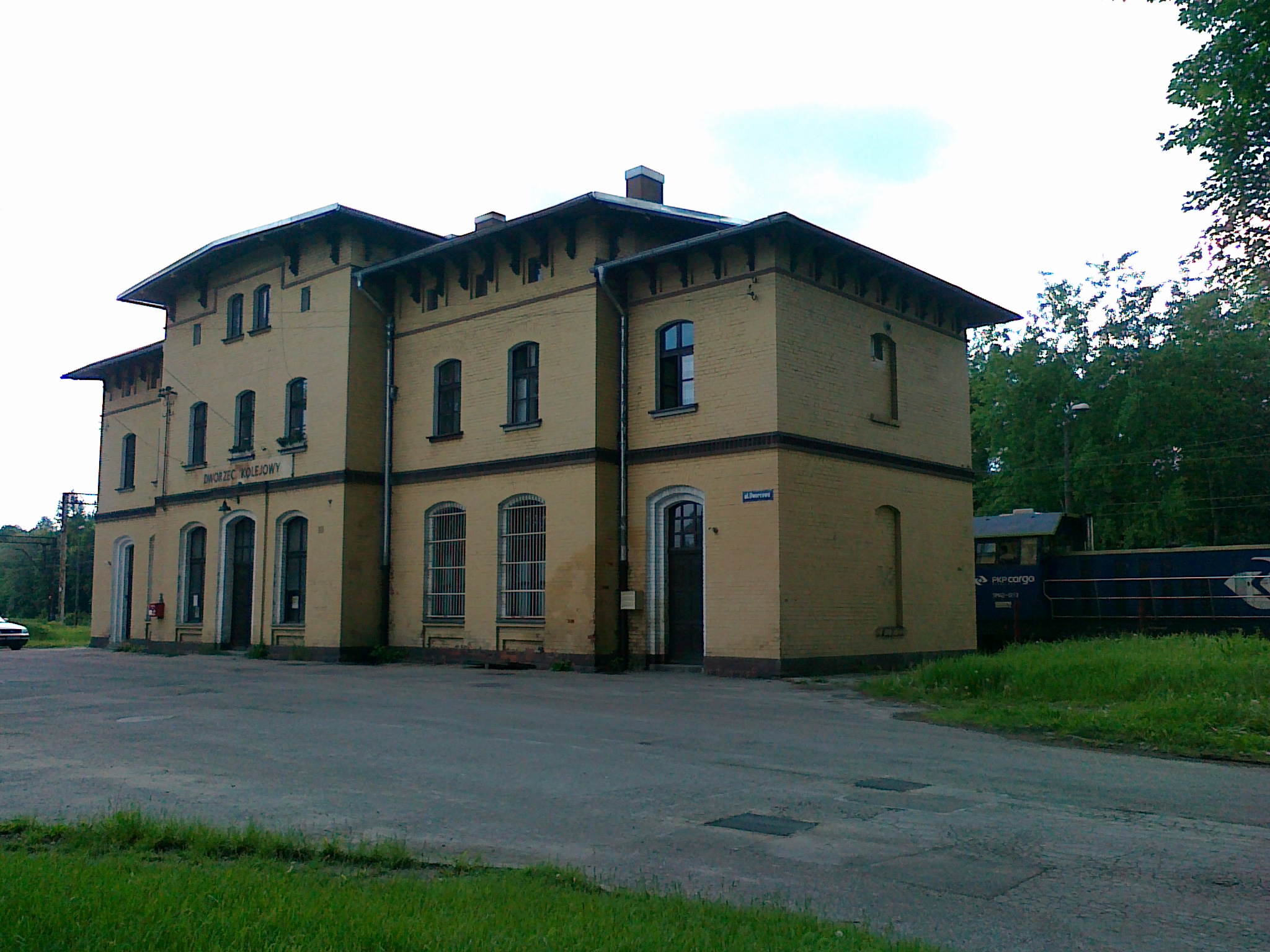
Stacja kolejowa Miasteczko Śląskie na Radloku

### Transport drogowy
Przez teren miasta przebiegają:
- droga wojewódzka nr 912 Świerklaniec – Żyglinek
- droga wojewódzka nr 908 Tarnowskie Góry – Częstochowa
- autostrada A1 (krótki, ok. 300-metrowy odcinek)

### Kolej
Z Miasteczka Śląskiego można dostać się do Katowic, Lublińca i Wielunia – miasto znajduje się na trasie kolejowej Lubliniec – Katowice z przystankiem kolejowym Miasteczko Śląskie, na którym zatrzymują się pociągi osobowe. W granicach miasta rozpoczyna się jeden z największych węzłów kolejowych w Europie – stacja rozrządowa Tarnowskie Góry.

### Komunikacja miejska
Komunikację autobusową w Miasteczku Śląskim organizuje Zarząd Transportu Metropolitalnego na liniach 87, 145, 151, 614, 615 (poprzez 13 przystanków: 4 w Bibieli, 1 w Brynicy, 5 w Miasteczku Śl., 1 w Żyglinie i 2 w Żyglinku). Przez Miasteczko przebiegają również linie autobusowe: Trelek (Tarnowskie Góry – Kalety) i PKS (Tarnowskie Góry – Częstochowa).

## Kultura

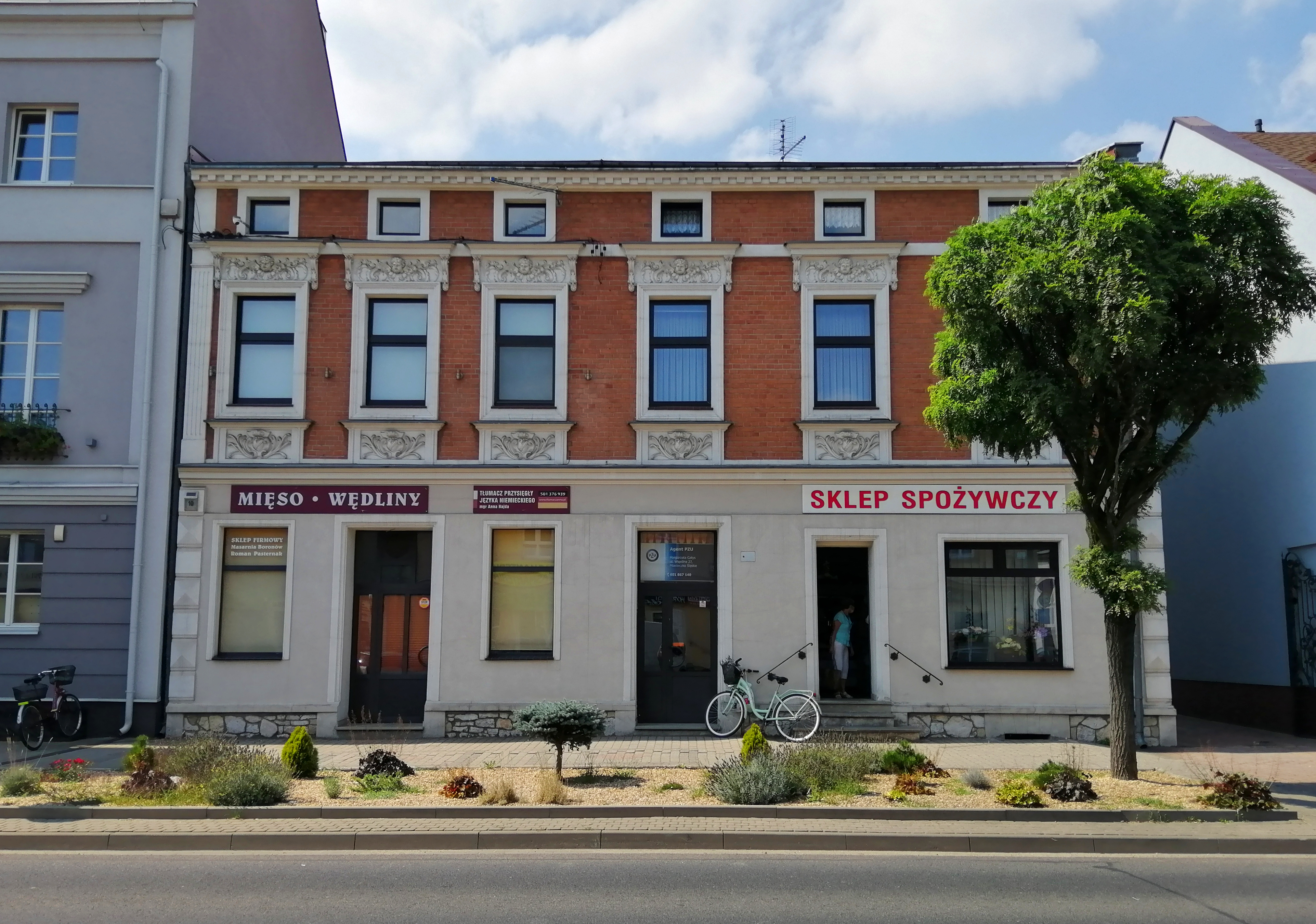
Jedna z kamienic w centrum Miasteczka Śląskiego (Rynek 10)

### Instytucje kultury
- Miejski Ośrodek Kultury (Miasteczko Osiedle)
- Miejska Biblioteka Publiczna (Miasteczko Osiedle)

### Stowarzyszenia
- Stowarzyszenie Kulturalne Grupa Poetycka „Nieregularni”
- Stowarzyszenie „Góra Jerzego”

### Muzyka
- zespół heavymetalowy „CODA”
- Chór mieszany „Sienkiewicz”
- Chór męski „Piast”
- Reprezentacyjna Orkiestra Gminy Miasteczko Śląskie
- Orkiestra dęta dzielnicy Żyglin-Żyglinek
- Zespół folklorystyczny „Brynica”
- Zespół wokalny „Groszki”
- Zespół heavymetalowy ,,Fire Aspect"

### Folklor
- obrzęd w Brynicy: Marzaniok – Goik

## Edukacja
- Przedszkole nr 1 (Miasteczko)
- Przedszkole nr 3 (Miasteczko Osiedle)
- Zespół Szkolno-Przedszkolny (Żyglin)
- Szkoła Podstawowa nr 1 (Miasteczko)

## Religia

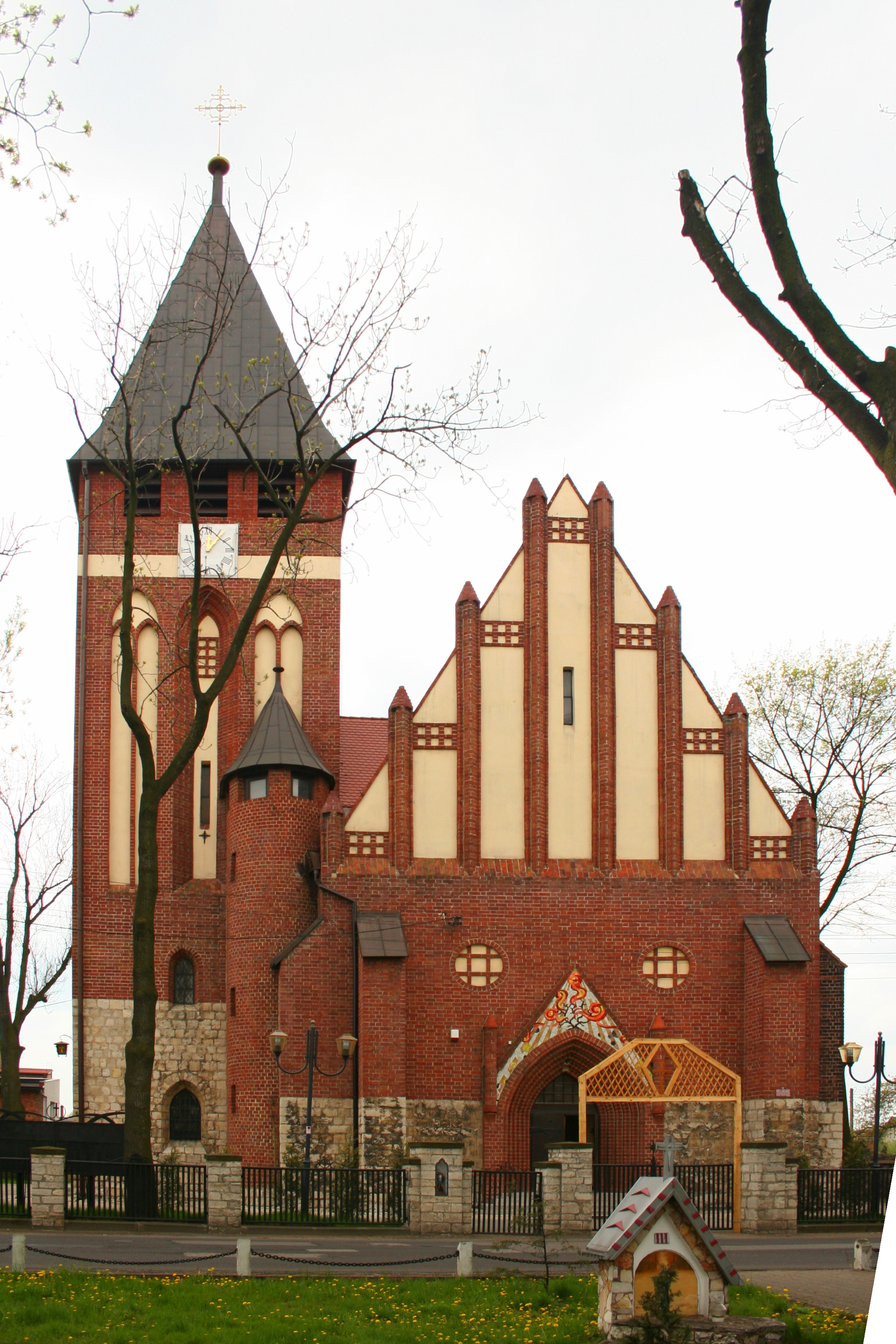
Kościół parafialny Wniebowzięcia Najświętszej Maryi Panny w Miasteczku Śląskim

### Kościół Chrześcijan Wiary Ewangelicznej
- Centrum Chrześcijańskie „Słowo Życia”[18]

### Kościół rzymskokatolicki
Na terenie Miasteczka istnieją trzy parafie:
- parafia Wniebowzięcia Najświętszej Maryi Panny (Miasteczko)
- parafia Narodzenia Najświętszej Maryi Panny (Żyglin)
- parafia Świętych Apostołów Piotra i Pawła (Brynica)

#### Kościół Starokatolicki Mariawitów w RP
Wierni należą do parafii św. Marii Magdaleny w Gniazdowie. 

### Judaizm
W Miasteczku Śląskim do 1923 roku istniała gmina wyznaniowa żydowska. Dysponowała ona synagogą z połowy XIX wieku, która istniała przy obecnej ulicy Piwnej 2.

## Gospodarka

### Przemysł

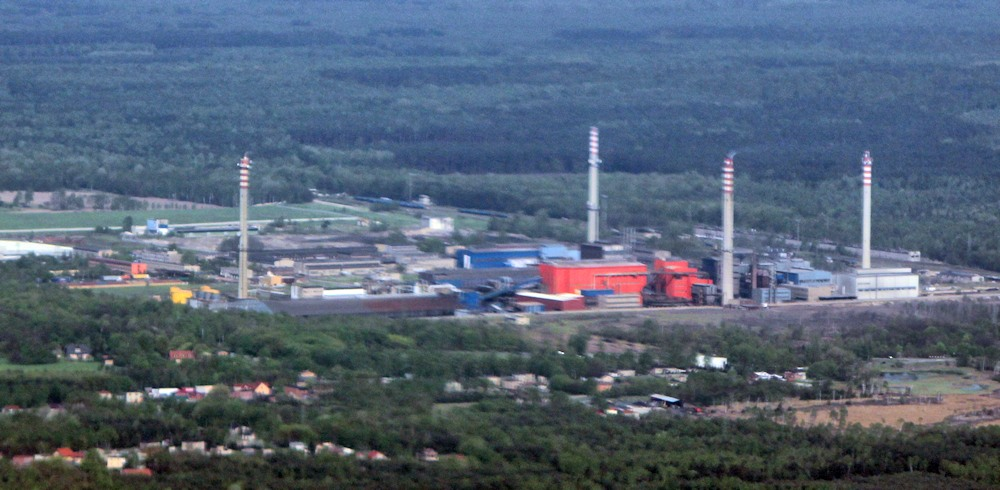
Huta Cynku Miasteczko Śląskie

Największym zakładem przemysłowym jest Huta Cynku w Miasteczku Śląskim nowoczesny zakład metalurgiczny, którego budowę podjęto w oparciu o licencję angielskiej firmy Imperial Smelting Processes z Bristolu. Proces przerobu prowadzony jest metodą pieca szybowego umożliwiającą uzyskanie cynku i ołowiu w jednym ciągu technologicznym. W skład ciągu technologicznego wchodzą: Wydział Spiekalni i Kwasu Siarkowego, Wydział Pieca Szybowego i Wydział Rafinerii Ołowiu. Huta Cynku „Miasteczko Śląskie” była w latach siedemdziesiątych i osiemdziesiątych XX w. jednym z poważniejszych źródeł emisji zanieczyszczeń do atmosfery w północnej części województwa katowickiego.
Podjęty na początku lat dziewięćdziesiątych XX w. program proekologiczny zakładał likwidację najbardziej wyeksploatowanych wydziałów, budowę nowych urządzeń odpylających i modernizację starych. Doprowadziło to do obniżenia emisji metali ciężkich przy jednoczesnym wzroście produkcji. Obecnie poziom emisji kadmu i ołowiu nie przekracza dopuszczalnych norm, a nowo wybudowany Wydział Rafinacji Cynku produkuje cynk najwyższej jakości. Obecne działania proekologiczne dotyczą ochrony powierzchni ziemi i gospodarki odpadami.

### Przemiany gospodarcze
Od XVI w. Miasteczko Śląskie było terenem rozwijającego się górnictwa kruszcowego oraz rud żelaza. W 1562 roku miasto otrzymało przywileje wolnego miasta górniczego, a górnikom tu zatrudnionym przyznano „ordunek górniczy”. Przez wieki różne były losy gospodarcze miasta, zależne przede wszystkim od górnictwa rud. Ostatecznie eksploatację zakończono 17 czerwca 1917 roku. Tego dnia zalano kopalnię w Pasiekach.
W 1963 r. rozpoczęto budowę huty cynku. Wybudowano osiedle dla 2500 mieszkańców, nową szkołę, przedszkole, nowoczesny ośrodek zdrowia oraz sieć obiektów usługowych. Do końca lat siedemdziesiątych XX w. hutę rozbudowywano, ale jej szkodliwe oddziaływanie na środowisko spowodowało nałożenie strefy ochronnej na dużym obszarze Miasteczka Śląskiego, Żyglina i Żyglinka, powodując zastój w rozwoju gospodarczym. Dopiero przemiany społeczno-gospodarcze na początku lat 90. XX w. spowodowały warunki do rozwoju przedsiębiorczości na terenie gminy.
Huta Cynku zlikwidowała najbardziej uciążliwe wydziały i zintensyfikowała produkcję, wprowadzając nowoczesne procesy technologiczne, eliminując w ten sposób prawie całkowicie swoje szkodliwe oddziaływanie. Na terenie zlikwidowanego zaplecza huty powstało kilka firm. Na terenie gminy powstało także kilkaset firm usługowych i handlowych, a ich ilość stale wzrasta.

## Ekologia
Gazyfikacja gminy obejmuje 90%, a we wszystkich obiektach komunalnych wymieniono kotłownie gazowe. Zlikwidowano kotłownie 5 MW na osiedlu mieszkaniowym, zakupując ciepło poprzez ciepłociąg z huty cynku, gdzie w dużej mierze jest wykorzystywane ciepło odpadowe w kotłowni zakładowej.
We współpracy z firmą Philips wymieniono całe oświetlenie uliczne na energooszczędne, co dało ponad 50% zmniejszenia zużycia energii elektrycznej poprawiając równocześnie stan oświetlenia ulic. Największym zadaniem, które rozpoczęto w 1999, to kanalizacja gminy i pełne wykorzystanie niedociążonej oczyszczalni ścieków. W 1995 dostęp do kanalizacji miało 30% mieszkańców, głównie na osiedlu, obecnie prawie 60%, a w samym Miasteczku 90%. Należy też podkreślić ogromne osiągnięcia Huty Cynku „Miasteczko Śląskie” w tej dziedzinie. Przy ponad dwukrotnym wzroście produkcji ilość zanieczyszczeń emitowanych do atmosfery spadła kilkanaście razy i nie przekracza dopuszczalnych norm od kilku lat.
Działania proekologiczne huty zostały uznane certyfikatami i nagrodami:
- Zakład Czystszej Produkcji,
- ISO 9001 i 9002,
- Nagroda Wojewódzkiego Funduszu Ochrony Środowiska i Gospodarki Wodnej w Katowicach,
- Nagroda Ministra Środowiska dla dyrektora Romana Utrackiego za działania na rzecz ochrony środowiska.

Wprowadzony przez hutę program naprawczy zaowocował skreśleniem jej z listy osiemdziesięciu największych trucicieli w Polsce. Huta jest jednym z dwóch zakładów, które po skreśleniu nie wróciły na listę.

## Sport
- Hutniczy Klub Sportowy Piłki Nożnej „Odra” Miasteczko Śląskie
  - rok założenia: 1922[20]
  - barwy: pomarańczowo-czarne

- Ludowy Klub Sportowy LKS Żyglin
  - rok założenia: 1983[21]
  - barwy: niebiesko-białe